# Volksabstimmungen in der Schweiz 2009
Dieser Artikel bietet eine Übersicht der Volksabstimmungen in der Schweiz im Jahr 2009.
In der Schweiz fanden 2009 auf Bundesebene acht Volksabstimmungen statt, im Rahmen von vier Urnengängen am 8. Februar, 17. Mai, 27. September und 29. November. Dabei handelte es sich um zwei fakultative Referenden, drei obligatorische Referenden, zwei Volksinitiativen und einen Gegenentwurf zu einer zurückgezogenen Volksinitiative.

## Abstimmung am 8. Februar 2009

### Ergebnis
| Nr. | Vorlage | Art | Stimm- berechtigte | Abgegebene Stimmen | Beteiligung | Gültige Stimmen | Ja        | Nein      | Ja-Anteil | Nein-Anteil | Stände | Ergebnis |
| --- | --- | --- | ------------------ | ------------------ | ----------- | --------------- | --------- | --------- | --------- | ----------- | ------ | -------- |
| 540 | Bundesbeschluss vom 13. Juni 2008 über die Genehmigung der Weiterführung des Freizügigkeitsabkommens zwischen der Schweiz und der Europäischen Gemeinschaft und ihren Mitgliedstaaten sowie über die Genehmigung und die Umsetzung des Protokolls über die Ausdehnung des Freizügigkeitsabkommens auf Bulgarien und Rumänien | FR  | 4'999'618          | 2'572'040          | 51,44 %     | 2'545'031       | 1'517'132 | 1'027'899 | 59,61 %   | 40,39 %     | –      | ja       |

### Weiterführung der Personenfreizügigkeit Schweiz–EU
Die 2002 in Kraft gesetzten bilateralen Verträge mit der Europäischen Union (EU) waren – mit Ausnahme des Forschungsabkommens – zunächst auf sieben Jahre befristet. Wegen des zwischenzeitlichen EU-Beitritts von Bulgarien und Rumänien musste ein Zusatzprotokoll ausgehandelt werden, das im Mai 2008 vereinbart werden konnte. Bereits drei Monate zuvor lag die Botschaft des Bundesrates vor, in der die Erfolge des bilateralen Weges hervorgehoben wurden. In der parlamentarischen Beratung kam es zu einer Differenz, als der Ständerat die unbefristete Weiterführung und die Ausdehnung der bilateralen Verträge auf die neuen Mitgliedsstaaten zu einer einzigen Vorlage zusammenfasste, während der Nationalrat die beiden Punkte getrennt behandeln wollte. Schliesslich setzte sich der Ständerat durch. Gegen diesen Beschluss ergriffen die Schweizer Demokraten (SD), die Junge SVP und Young4FUN das Referendum. Unterstützung erhielten sie von der SVP, die sich ursprünglich dagegen entschieden hatte, das Referendum zu ergreifen. Die Gegner kritisierten die Verknüpfung der beiden Vorlagen als antidemokratisch und befürchteten massenhafte Einwanderung, erhöhte Arbeitslosigkeit und zunehmende Kriminalität. Die von der SD geführte Kampagne schürte zum Teil rassistische Vorurteile gegenüber Sinti und Roma. Zu den Befürwortern gehörten die meisten übrigen Parteien, die Wirtschaftsdachverbände und die Gewerkschaften. Sie hoben hervor, dass sich der bilaterale Weg vor allem wirtschaftlich bewährt habe. Es habe keine Masseneinwanderung stattgefunden, und die Arbeitslosenquote sei sogar gesunken. Dies werde bei einer Ausdehnung auf Bulgarien und Rumänien weiterhin der Fall sein. Knapp drei Fünftel der Abstimmenden nahmen die Vorlage bei einer überdurchschnittlichen Beteiligung an. Nein-Mehrheiten gab es nur in den Kantonen Appenzell Innerrhoden, Glarus, Schwyz und Tessin.

## Abstimmungen am 17. Mai 2009

### Ergebnisse
| Nr. | Vorlage | Art | Stimm- berechtigte | Abgegebene Stimmen | Beteiligung | Gültige Stimmen | Ja        | Nein    | Ja-Anteil | Nein-Anteil | Stände | Ergebnis |
| --- | --- | --- | ------------------ | ------------------ | ----------- | --------------- | --------- | ------- | --------- | ----------- | ------ | -------- |
| 541 | Verfassungsartikel vom 3. Oktober 2008 «Zukunft mit Komplementärmedizin» | GE  | 5'010'873          | 1'944'259          | 38,80 %     | 1'915'454       | 1'283'894 | 631'560 | 67,03 %   | 32,07 %     | 23:0   | ja       |
| 542 | Bundesbeschluss vom 13. Juni 2008 über die Genehmigung und die Umsetzung des Notenaustauschs zwischen der Schweiz und der Europäischen Gemeinschaft betreffend die Übernahme der Verordnung (EG) Nr. 2252/2004 über biometrische Pässe und Reisedokumente (Weiterentwicklung des Schengen-Besitzstands) | FR  | 5'010'873          | 1'942'857          | 38,77 %     | 1'900'666       | 0'953'173 | 947'493 | 50,15 %   | 49,85 %     | –      | ja       |

### Verfassungsartikel zur Komplementärmedizin
Organisationen der Komplementärmedizin und Patientenorganisationen reichten im September 2005 die Volksinitiative «Ja zur Komplementärmedizin» ein, mit der alternative Heilmethoden im Krankenversicherungsgesetz der Schulmedizin gleichgestellt werden sollten. Der Bundesrat wies das Begehren zurück, da zahlreiche Forderungen der Initianten bereits erfüllt seien. Das Parlament sprach sich bei den Beratungen jedoch für einen Gegenentwurf aus. Dieser sollte die Komplementärmedizin ausdrücklich in der Bundesverfassung verankern. Dabei sollte die Berücksichtigung im Gegensatz zur Initiative aber nicht umfassend sein. Nachdem beide Kammern dem Gegenentwurf zugestimmt hatten, zogen die Initianten ihr Begehren zurück. Gegen die neue Verfassungsbestimmung stellten sich die SVP, kleine Rechtsaussenparteien und Economiesuisse, da sie diese nicht als sinnvoll erachteten. Zudem werde die Komplementärmedizin mit der ausdrücklichen Erwähnung in der Verfassung gegenüber der Schulmedizin, die nicht in der Verfassung verankert ist, bevorzugt. Die übrigen Parteien sowie der Gewerbeverband unterstützten die Vorlage. Angesichts des grossen Interesses der Bevölkerung an der Komplementärmedizin sei ein Verfassungsartikel gerechtfertigt. Damit werde der Nutzen, den viele Menschen aus entsprechenden Behandlungen ziehen, ausdrücklich anerkannt, auch wenn deren Wirkungsweisen nicht immer geklärt seien. Mehr als zwei Drittel der Abstimmenden und sämtliche Kantone stimmten dem neuen Verfassungsartikel zu.

### Einführung des biometrischen Passes
Dem Beispiel der Vereinigten Staaten folgend, erliess die Europäische Union per August 2006 eine Verordnung, wonach die Einreise zukünftig nur noch mit biometrischen Pässen erlaubt sein werde. Die Schweiz als Mitglied des Schengener Abkommens war verpflichtet, die Verordnung zu übernehmen. Im Juni legte der Bundesrat eine entsprechende Revision des Ausweisgesetzes vor, mit der die Liste der Angaben auf dem Ausweis erweitert und die Speicherung der Daten geregelt werden sollten. Während die Änderung im Ständerat unumstritten war, entbrannte im Nationalrat eine heftige Debatte, wobei besonders die zentrale Speicherung der Daten auf Widerstand stiess. Schliesslich nahm der Nationalrat einige Änderungen vor und stimmte dem Gesetz knapp zu. Es sollten nur noch Reisepässe ausgegeben werden, die elektronische Speichermedien enthalten. Vorerst sollte nur das Gesichtsprofil gespeichert werden, später aber auch Fingerabdrücke. Gegen diesen Beschluss ergriff ein Komitee, dem Vertreter von SP, Grünen, SVP, PdA, EDU und SD sowie Akteure aus der Zivilgesellschaft angehörten, das Referendum. Als erstes Komitee überhaupt nutzte es für die Unterschriftensammlung vor allem das Internet. Während für die linken Gegner der Datenschutz im Vordergrund stand, lehnten die Rechten die Übernahme von EU-Verordnungen grundsätzlich ab. Für die Parteien der Mitte und die Wirtschaftsverbände standen die Fortführung des Schengen-Abkommens und wirtschaftliche Aspekte im Zentrum; die breite Anerkennung der Schweizer Pässe sei für die Wirtschaft von grosser Bedeutung. Die Stimmberechtigten nahmen die Vorlage äusserst knapp an, der Unterschied betrug lediglich 5'680 Stimmen.

## Abstimmungen am 27. September 2009

### Ergebnisse
| Nr. | Vorlage | Art | Stimm- berechtigte | Abgegebene Stimmen | Beteiligung | Gültige Stimmen | Ja        | Nein    | Ja-Anteil | Nein-Anteil | Stände | Ergebnis |
| --- | --- | --- | ------------------ | ------------------ | ----------- | --------------- | --------- | ------- | --------- | ----------- | ------ | -------- |
| 543 | Bundesbeschluss vom 13. Juni 2008 über eine befristete Zusatzfinanzierung der Invalidenversicherung durch Anhebung der Mehrwertsteuersätze, geändert durch den Bundesbeschluss vom 12. Juni 2009 über die Änderung dieses Beschlusses | OR  | 5'030'915          | 2'063'128          | 41,01 %     | 2'039'548       | 1'112'818 | 926'730 | 54,56 %   | 45,44 %     | 12:11  | ja       |
| 544 | Bundesbeschluss vom 19. Dezember 2008 über den Verzicht auf die Einführung der allgemeinen Volksinitiative | OR  | 5'030'915          | 2'034'093          | 40,43 %     | 1'925'901       | 1'307'237 | 618'664 | 67,88 %   | 32,12 %     | 23:0   | ja       |

### Zusatzfinanzierung der Invalidenversicherung
Durch stetig steigende Ausgaben häufte die Invalidenversicherung (IV) seit 1993 einen Schuldenberg von 13 Milliarden Franken an. Jährlich mussten etwa 1,4 Milliarden aus dem Vermögen der AHV abgeschöpft werden. Durch die 2007 in einer Volksabstimmung angenommene und 2008 in Kraft getretene fünfte IV-Revision konnte das jährliche Defizit stabilisiert werden. Für eine nachhaltige Sanierung waren jedoch weitere Massnahmen notwendig. Deshalb schlug der Bundesrat im Juni 2005 eine Erhöhung der Mehrwertsteuer vor. Nach langwierigen Debatten einigte sich das Parlament darauf, den regulären Steuersatz für den Zeitraum von 2011 bis 2017 von 7,6 auf 8,0 Prozent zu erhöhen; für Güter des täglichen Bedarfs sollten neu 2,5 statt wie bisher 2,4 Prozent erhoben werden, der Hotellerie-Sondersatz sollte 3,8 statt 3,6 Prozent betragen. Der Zusatzertrag sollte vollumfänglich einem Ausgleichsfonds zugewiesen werden. Diese Massnahmen erforderten eine Verfassungsänderung, weshalb die Vorlage dem obligatorischen Referendum unterstand. Die SVP und kleine Rechtsaussenparteien bekämpften die Vorlage; sie lehnten jegliche weitere steuerliche Zusatzbelastung ab und forderten noch schärfere Sparmassnahmen. Auf Seiten der Befürworter standen die bürgerlichen Mitteparteien und die Linken. Sie argumentierten, dass ohne Zusatzfinanzierung die laufende Umsetzung des Sanierungsplans unmöglich sei. Zudem würde die Aushöhlung des AHV-Vermögens durch das IV-Defizit nicht gestoppt, ebenso müssten die IV-Renten drastisch gekürzt werden. Zwar stimmte eine recht deutliche Mehrheit für die Vorlage, das erforderliche Ständemehr wurde jedoch nur sehr knapp erreicht. Vor allem konservative Kantone in der Ost- und Zentralschweiz hatten dagegen gestimmt, während städtisch geprägte Kantone und die Romandie dafür waren.

### Verzicht auf die Einführung der allgemeinen Volksinitiative
Im Februar 2003 hatten die Stimmberechtigten der Einführung der allgemeinen Volksinitiative zugestimmt. Für deren Anwendung wären detaillierte Ausführungsbestimmungen notwendig gewesen, die gleichzeitig mit dem neuen Verfassungstext in Kraft gesetzt worden wären. Im Mai 2006 unterbreitete der Bundesrat dem Parlament einen Entwurf. In den Beratungen zeigte sich jedoch, dass das neue Volksrecht nicht praxistauglich ist. Insbesondere wegen des Zweikammersystems des Parlaments wäre eine allfällige Ausführungsgesetzgebung sehr komplex ausgefallen. Es gab die Befürchtung, dass im Falle einer Einreichung einer allgemeinen Volksinitiative die Erwartungen der Initianten nicht erfüllt werden könnten, was die Glaubwürdigkeit der politischen Institutionen schwächen würde. Auch die mögliche Dauer des Gesetzgebungsverfahrens (bis zu sieben Jahre) schien problematisch. Im September 2008 nahm der Nationalrat mit nur einer Gegenstimme eine parlamentarische Initiative an. Diese forderte einen Bundesbeschluss, der die Einführung der allgemeinen Volksinitiative wieder rückgängig macht. Zwei Monate später schloss sich der Ständerat dieser Meinung an, ebenfalls mit nur einer Gegenstimme. Da die Aufhebung des nie angewandten Volksrechts eine Verfassungsänderung erforderte, unterstand die Vorlage dem obligatorischen Referendum. Nur zwei kleine Parteien am äussersten linken und rechten Rand wollten die allgemeine Volksinitiative beibehalten, alle anderen Parteien sprachen sich für die Streichung aus. Mehr als zwei Drittel der Abstimmenden und alle Kantone nahmen die Vorlage an.

## Abstimmungen am 29. November 2009

### Ergebnisse
| Nr. | Vorlage                                                                                                 | Art | Stimm- berechtigte | Abgegebene Stimmen | Beteiligung | Gültige Stimmen | Ja        | Nein      | Ja-Anteil | Nein-Anteil | Stände | Ergebnis |
| --- | --- | --- | ------------------ | ------------------ | ----------- | --------------- | --------- | --------- | --------- | ----------- | ------ | -------- |
| 545 | Bundesbeschluss vom 3. Oktober 2008 zur Schaffung einer Spezialfinanzierung für Aufgaben im Luftverkehr | OR  | 5'039'676          | 2'652'205          | 52,63 %     | 2'476'795       | 1'609'682 | 0'867'113 | 64,99 %   | 35,01 %     | 23:0   | ja       |
| 546 | Eidgenössische Volksinitiative «für ein Verbot von Kriegsmaterial-Exporten»                             | VI  | 5'039'676          | 2'690'488          | 53,39 %     | 2'635'288       | 0'837'156 | 1'798'132 | 31,77 %   | 68,23 %     | 0:23   | nein     |
| 547 | Eidgenössische Volksinitiative «gegen den Bau von Minaretten»                                           | VI  | 5'039'676          | 2'709'287          | 53,76 %     | 2'669'450       | 1'535'010 | 1'134'440 | 57,50 %   | 42,50 %     | 19½:3½ | ja       |

### Spezialfinanzierung für Aufgaben im Luftverkehr
Die Schweizer Luftfahrtbranche war seit längerem nicht damit einverstanden, dass ein Teil der auf Flugtreibstoffen erhobenen Steuern in den Strassenverkehr floss. 2004 trat der Bundesrat auf ihr Anliegen ein und schlug eine Verfassungsänderung vor, die zum Ziel hatte, Steuereinnahmen aus dem Luftverkehr wieder in diesen zu investieren. Da die Vernehmlassung überwiegend positiv ausfiel, folgte im August 2007 der Antrag auf einen neuen Verfassungsartikel. Er sah vor, dass die Hälfte des Ertrags aus der Steuer auf Flugtreibstoffen für Massnahmen in den Bereichen Umweltschutz, technische Sicherheit im Luftverkehr sowie Massnahmen gegen Terrorangriffe auf den Luftverkehr investiert werden soll. Aus dem letzten Bereich ausgenommen sollten Massnahmen sein, die den staatlichen Behörden obliegen. In der Detailberatung war die Umverteilung der Gelder in beiden Räten nicht umstritten. Vielmehr war die Diskussion durch unterschiedliche Vorstellungen über die konkrete Verwendung der Mittel geprägt. Schliesslich gab das Parlament seine Zustimmung. Während die SP Stimmfreigabe beschloss, sprachen sich nur die Grünen gegen den Verfassungsartikel aus. Mit den Geldern würde eine stark umweltbelastende Fortbewegungsart gefördert. Die meisten anderen Parteien und die Wirtschaftsverbände betonten in erster Linie die grosse Bedeutung der Luftfahrt für die Wirtschaft, die auf gute Anbindungen an das internationale Verkehrsnetz angewiesen sei. Ebenso wiesen sie auf Finanzierungslücken bei der Flugsicherungsgesellschaft Skyguide hin. Fast zwei Drittel der Abstimmenden und alle Kantone nahmen die Vorlage an, wobei die Zustimmung in den Flughafenkantonen Genf und Zürich am höchsten war.

### Verbot von Kriegsmaterial-Exporten
2005 erreichten die Schweizer Waffenexporte einen Wert von 258 Millionen Franken, was dem zweithöchsten Pro-Kopf-Wert seit der Erhebung der Ausfuhrstatistik entsprach. Zusätzlich kam ans Licht, dass Schweizer Waffen in Kriegen im Nahen Osten zum Einsatz gekommen waren, weshalb die Gruppe für eine Schweiz ohne Armee (GSoA) und andere Nichtregierungsorganisationen aus dem linken Spektrum ein Ausfuhrverbot anstrebten. Zu diesem Zweck reichten sie im Oktober 2007 eine Volksinitiative ein. Mit dieser sollte die Ausfuhr von Kriegsmaterial, besonderen militärischen Gütern und von immateriellen Gütern, die der Herstellung von Kriegsmaterial dienen, verboten werden. Bundesrat und Parlament wiesen das Begehren zurück, da die geltende Regelung bereits restriktiv genug sei. Allerdings kam der Bundesrat den Initianten ein wenig entgegen: Durch eine Anpassung der Kriegsmaterialverordnung sollten Exporte in kriegführende Staaten und in Länder, in denen die Menschenrechte wiederholt und schwerwiegend verletzt würden, verboten werden. Die GSoA hielt dies für einen Versuch, die Chancen ihrer Initiative zu schmälern. Linke Parteien, Hilfswerke, Kirchen, Umweltverbände und Gewerkschaften unterstützten die Initiative, wobei sie überwiegend mit humanistischen und ethischen Motiven argumentierten. Bürgerliche Parteien und Wirtschaftsverbände betonten die negativen Auswirkungen auf die Wirtschaft und auf die Landesverteidigung. Auch musste sich die GSoA den Vorwurf gefallen lassen, dass sie eine «Armeeabschaffung auf Raten» betreibe. Über zwei Drittel der Abstimmenden und alle Kantone lehnten die Vorlage ab.

### Minarett-Initiative
Im Zusammenhang mit dem Schweizer Minarettstreit und der Auseinandersetzung mit dem Islamismus bildete sich das «Egerkinger Komitee», das sich aus Bundesparlamentariern der SVP und der EDU zusammensetzte. Es setzte sich gegen den geplanten Bau von Minaretten in Wangen bei Olten, Langenthal und Wil ein, weshalb es im Juli 2008 eine Volksinitiative einreichte. Diese wollte in der Bundesverfassung ein Bauverbot für Minarette festschreiben. Bundesrat und Parlament wiesen das Begehren zurück, allerdings fand ein Antrag auf Ungültigkeitserklärung keinen Zuspruch. Neben der SVP und der EDU unterstützten lediglich weitere kleine Rechtsaussenparteien die Initiative. Sie argumentierten, ein Minarett sei ein religiös-politisches Machtsymbol, das einen undemokratischen Alleinvertretungsanspruch zum Ausdruck bringe. Die Praktizierung des Glaubens stehe dabei nicht im Vordergrund. Im Gegensatz zu den Befürwortern waren die Gegner im Abstimmungskampf kaum präsent. Sie waren der Ansicht, dass die Initiative im Widerspruch mit mehreren in der Verfassung verankerten Grundwerten stehe, beispielsweise der Glaubens- und Gewissensfreiheit oder dem Diskriminierungsverbot. Ein Bauverbot für Minarette könnte auch das Risiko erhöhen, dass die Schweiz ins Visier extremistisch-fundamentalistischer Kreise gerate. Überraschend und mit einer deutlichen Mehrheit nahmen die Abstimmenden und die Mehrheit der Kantone die Initiative an. Nur in den Kantonen Basel-Stadt, Genf, Neuenburg und Waadt resultierte eine Ablehnung.